# L'Éternaute
Cet article concerne la bande dessinée. Pour la mini-série, voir L'Éternaute.
L’Éternaute (El Eternauta) est une série de bande dessinée de science-fiction argentine, créée par le scénariste argentin Héctor Oesterheld avec son compatriote Francisco Solano López comme premier dessinateur.

## Historique de la publication

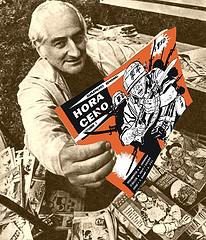
Oesterheld en 1957, avec L'Éternaute sur la couverture de Hora Cero Semanal.

La série est publiée dans Hora Cero Semanal de 1957 à 1959. À la fin des années 1960, Héctor Oesterheld confie à Alberto Breccia le dessin d'une nouvelle version, qui reprend environ un tiers de l'œuvre d'origine. En 1976 paraît L’Éternaute II (es), une version avec une tonalité politique plus agressive que dans l’histoire d’origine. Après la disparition d’Oesterheld durant la dictature militaire, le scénariste Alberto Ongaro et le dessinateur Oswal réalisent L’Éternaute III (es) en 1983.
Par la suite, la saga est reprise par Pol (Pablo Maiztegui) et Solano López dans L’Éternaute : Le Retour (es) en 2003.

## Synopsis

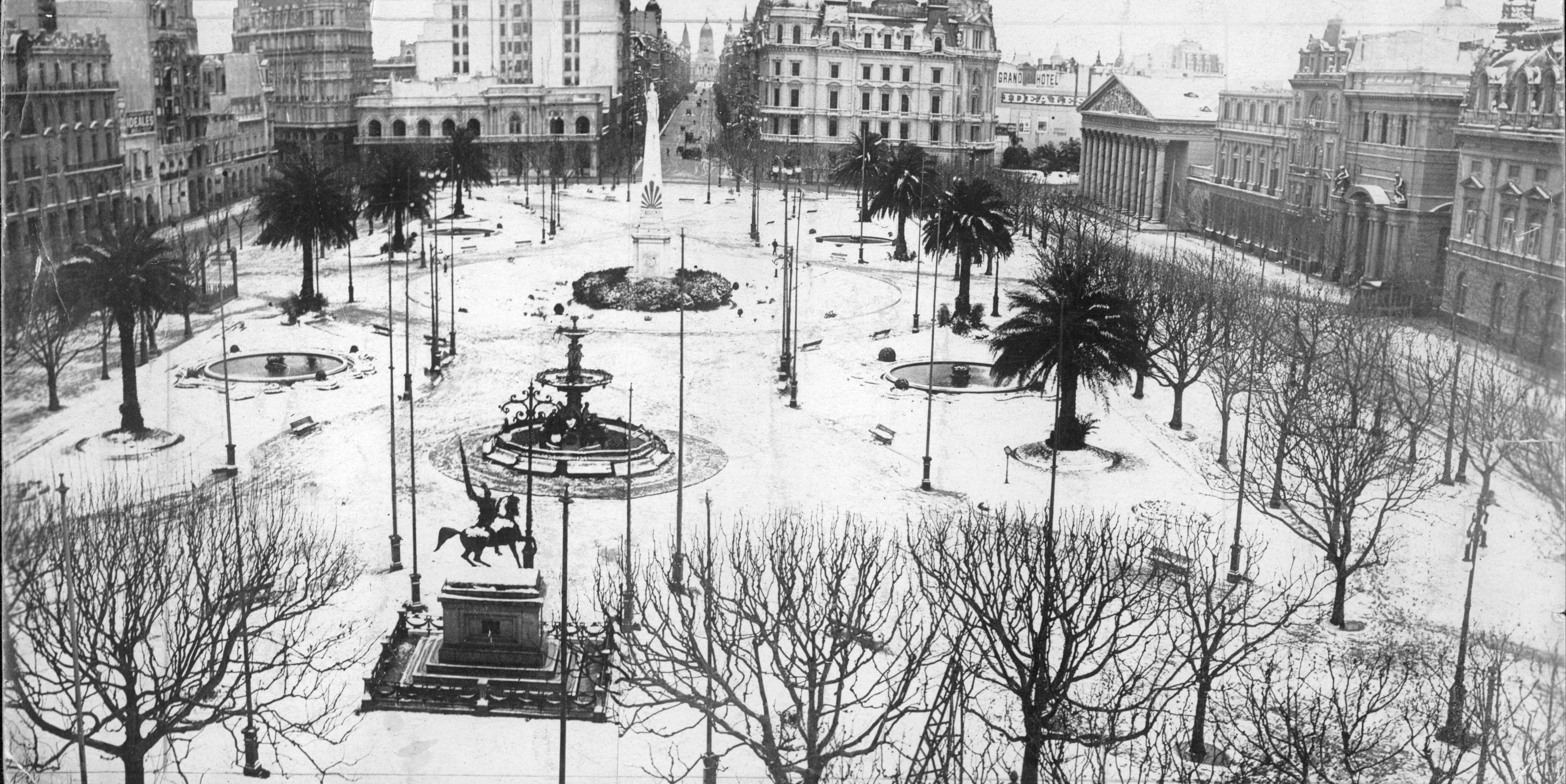
Place de Mai (Buenos Aires).

L'histoire commence par une invasion extraterrestre de la Terre. Une neige fatale envoyée par les envahisseurs s'abat sur Buenos Aires, terrassant presque toute vie en quelques heures. Juan Salvo, avec quelques amis (Favalli et Lucas), sa femme et sa fille restent en vie grâce à la maison de Juan et la présence d'esprit de Favalli.
Ils se préparent pour survivre à la chute de neige, en fabriquant des vêtements de protection pour ensuite rassembler des vivres.

## Albums en français
Pendant longtemps ne fut disponible que la version dessinée par Breccia, éditée en 1993 par Les Humanoïdes Associés. En 2008, la maison d’édition Vertige Graphic entrepris la restauration et la publication en français de L’Éternaute d’Oesterheld et Solano López, à partir des planches originales nettoyées numériquement ou de pages scannées de journaux argentins.
Trois albums sont parus chez Vertige Graphic entre 2008 et 2010. Par ailleurs, Rackham a réédité en 2010 l’album des Humanoïdes Associés dans une nouvelle traduction, sous le titre L’Éternaute 1969.

## Adaptation
- 2025 : L'Éternaute (El Eternauta), mini-série argentine créée par Bruno Stagnaro pour Netflix.